# Bouillac (Aveyron)
Bouillac (okzitanisch: Bolhac) ist eine französische Gemeinde mit 368 Einwohnern (Stand: 1. Januar 2022) im Département Aveyron in der Region Okzitanien (vor 2016 Midi-Pyrénées). Sie gehört zum Arrondissement Villefranche-de-Rouergue und zum Kanton Lot et Montbazinois. Die Einwohner werden Bouillacais genannt. 

## Geografie
Bouillac liegt etwa 50 Kilometer westnordwestlich von Rodez am Lot. Umgeben wird Bouillac von den Nachbargemeinden Montredon im Norden, Livinhac-le-Haut im Nordosten, Boisse-Penchot im Osten, Les Albres im Südosten und Osten, Asprières im Süden und Südwesten sowie Cuzac im Westen und Nordwesten.

## Bevölkerungsentwicklung
| Jahr      | 1962 | 1968 | 1975 | 1982 | 1990 | 1999 | 2006 | 2013 | 2019 |
| Einwohner | 538  | 514  | 520  | 506  | 453  | 426  | 415  | 426  | 379  |

Quellen: Cassini und INSEE

## Sehenswürdigkeiten
- Kirche Saint-Martin, Monument historique seit 1944
- Schloss Bouillac, Monument historique seit 1992, mit Park

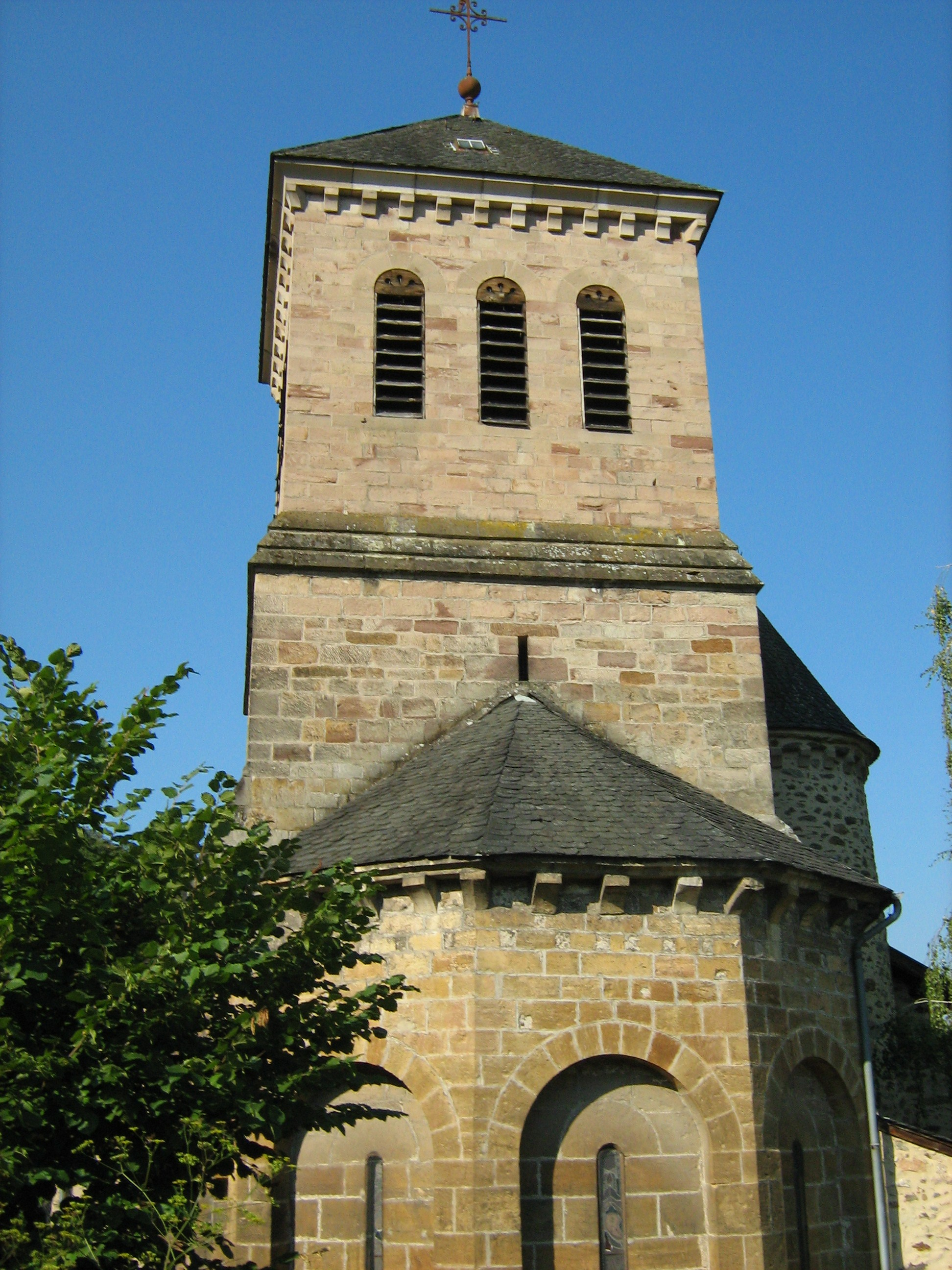
Kirche Saint-Martin
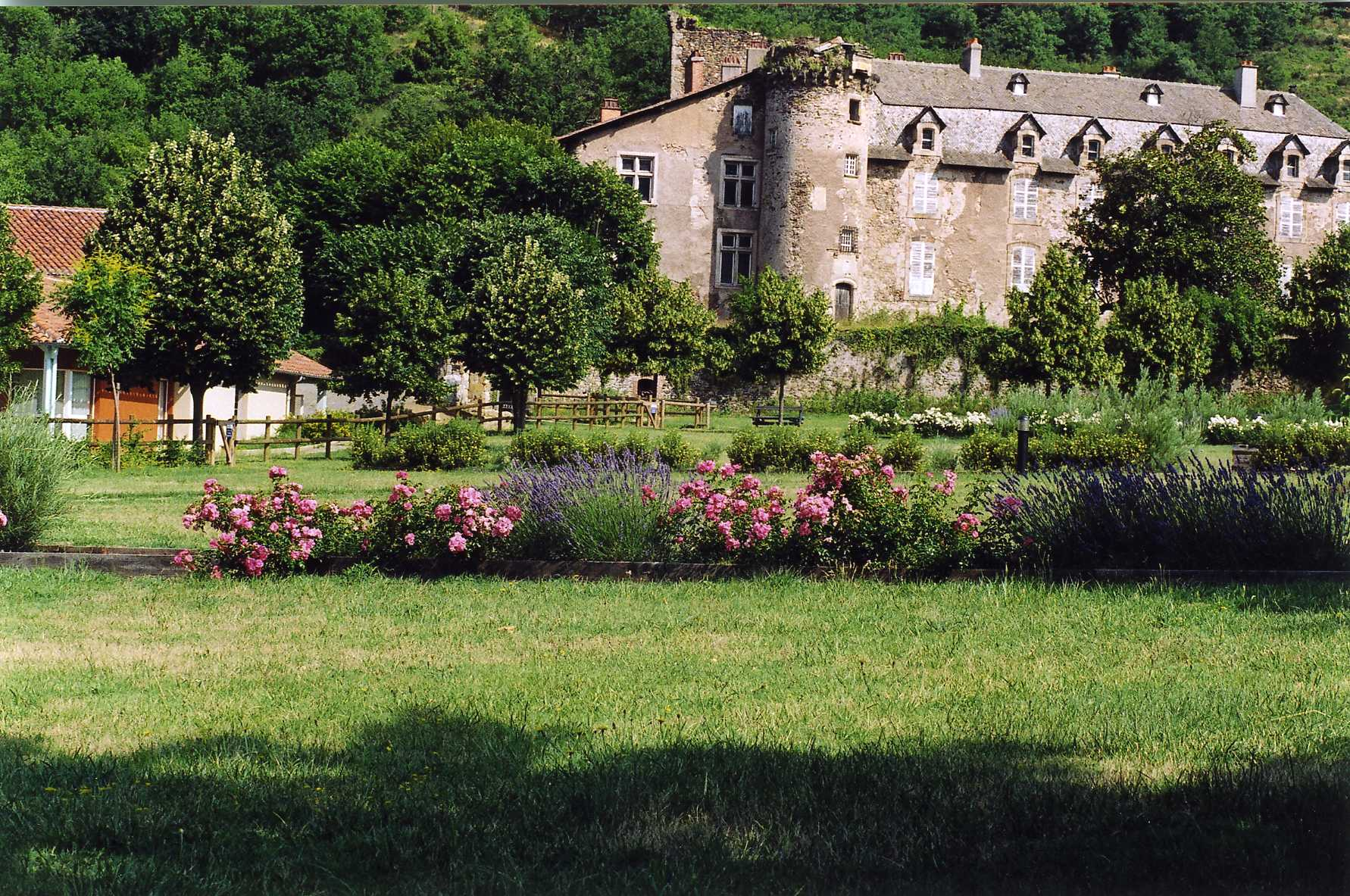
Schloss Bouillac